# Marie Dorléans
Pour les articles homonymes, voir Dorléans.
Marie Dorléans est une autrice et illustratrice française de littérature jeunesse.

## Biographie
Marie Dorléans suit des études de Lettres et d'Histoire de l'Art. En parallèle, elle anime des bibliothèques de rue pour enfant. Elle entre à l'École supérieure des arts décoratifs de Strasbourg, y est diplômée en 2010 et commence à publier des albums pour la jeunesse en 2011.  
Ses albums offrent un regard singulier, empreint d'humour léger et de fantaisie,. Elle utilise des techniques variées, comme le stylo noir fin et du canson découpé pour L'invité ou la plume et l'encre dans Nous avons rendez-vous.   

## Ouvrages
- L'invité, Le Baron Perché, mars 2011
- Qui part à la chasse, Callicéphale, 2011
- Mon voisin, raconté par Guillaume Gallienne, les Éd. des Braques, 2012 - album-CD
- La tête ailleurs, le Baron perché, 2012
- À l'heure du déjeuner : kamishibaï, texte de Florence Jenner-Metz, illustrations de Marie Dorléans, Callicéphale Éditions, 2013 - portfolio
- Charles Trenet pour les enfants : un jardin extraordinaire, chanté par Jacques Haurogné, illustré par Marie Dorléans, les Éd. des Braques, 2013 - album-CD
- On dirait que..., Le Baron Perché, octobre 2013
- Vide-grenier, texte Davide Cali, ill. Marie Dorléans, Sarbacane, 2014
- C'est chic[6], Seuil jeunesse, mars 2015
- Course épique, Sarbacane, mars 2016
- Odile ?, Seuil jeunesse, mars 2017
- Comment élever un Raymond, texte Agnès de Lestrade, ill. Marie Dorléans, Sarbacane, 2018
- Nous avons rendez-vous, Seuil jeunesse, septembre 2018
- Monsieur Mozart ou le cadeau des étoiles[7], texte de Carl Norac, raconté par François Morel, illustrations de Marie Dorléans, réalisation artistique Marc Dumont, Didier Jeunesse, 2019 - album-CD
- Le ballon d'Achille, Sarbacane, 2020  (ISBN 9782377314317)
- Notre cabane, Seuil Jeunesse, novembre 2020, 48 p. (ISBN 979-10-235-1307-3)
- Herbes folles, Seuil jeunesse, 2022, 48 p.  (ISBN 9791023516852)
- L'arrosoir, l'école des loisirs kaléidoscope, 2023

## Prix et distinctions
- Prix des jeunes de la ville de Nanterre 2017 pour Course épique[8]
- Prix Enfantaisie 2017 pour Course épique[9]
- Sélection pour le prix des Incos 2017-2018 de Course épique[10]
- Prix Tatoulu 2018 pour Odile ?[11]
- Prix Landerneau 2019 de l'album jeunesse pour Nous avons rendez-vous[12],[13],[5]
- Sélection pour le Prix Sorcières 2019 de Nous avons rendez-vous[14]
- Prix Bernard Versele 2019 pour Course épique[15]